# Cantiers
 Cantiers  là một xã thuộc tỉnh Eure trong vùng Normandie miền bắc nước Pháp.